# Brucea javanica
Brucea javanica sinònim: Brucea amarissima és una espècie de planta medicinal nativa del sud-est d'Àsia i nord d'Austràlia.

## Descripció
És un arbust o arbret monoic o dioic que pot arribar a fer 10 m d'alt amb els brots i fulles pilosos. Les fulles són compostes amb de tres a 15 folíols. Les inflorescències són en cima amb flors petites blanc-verdoses, blanc-vermelloses o porpres. Els fruits consisteixen en d'una a 4 petites drupes carnoses. La llavor és ovoide.

## Propietats
En la medicina tradicional xinesa es considera que té propietats anticanceroses i alguns estudis científics semblen demostrar-ho. Conté un antioxidant anomenat brutasol el qual usat, conjuntament amb la quimioteràpia, és capaç de reduir la proliferació cel·lular i reduir el creixement dels tumors.